# Enrique el Joven de Stolberg
El conde Enrique el Joven de Stolberg (4 de enero de 1467 en Stolberg - 16 de diciembre de 1508 en Colonia) fue señor de Wernigerode y estatúder de Frisia.

## Biografía
Enrique el Joven de Stolberg fue el hijo del Conde Enrique IX de Stolberg y de su primera esposa Matilda, la hija del Conde Volrad de Mansfeld. Tenía un hermano gemelo, Bodo VIII.
Su padre envió a su hermano Bodo al sur de Alemania en su infancia. Enrique el Joven, por su parte, participó en el negocio de gobierno a partir de 1489. En 1497, cuando tenía 30 años de edad, su padre transfirió el reinado del Condado de Stolberg y del Condado de Wernigerode a él. Bodo, no estuvo contento y en 1499, su padre decidió que Bodo y Enrique deberían compartir el gobierno por los próximos cuatro años.
Enrique el Joven había estado en el servicio del Elector Federico III de Sajonia desde 1491. En 1493, Enrique acompañó a Federico III a un peregrinaje a Tierra Santa y fue nombrado Caballero del Santo Sepulcro. En 1498, acompañó a Federico III en su viaje a Königsberg, después de que Federico fuera elegido Gran Maestre de los Caballeros Teutónicos.
El 14 de abril de 1506, el Duque Jorge de Sajonia lo eligió estatúder de Frisia.
Enrique el Joven murió en Colonia el 16 de diciembre de 1508, en un viaje.